# Красный Май (Пензенская область)
Красный Май — упразднённый посёлок в Белинском районе Пензенской области России. Располагался на территории современного Лермонтовского сельсовета. Ликвидирован в 1988 г.

## География
Располагался в 4 км квостоку от села Аргамаково.

## История
Впервые отмечен как деревня Обалдуевка в 1783 году на Генерального межевания. Входила в состав Аргамаковской волости Чембарского уезда. После революции, вплоть до 2010 г. в составе Аргамаковского сельсовета. Колхоз имени Свердолова. Переименован решением Пензенского облисполкома от 20.02.1952 г.

## Население[1]
| год     | 1782 | 1864 | 1896 | 1911 | 1926 | 1930 | 1939 | 1951 | 1959 |
| ------- | ---- | ---- | ---- | ---- | ---- | ---- | ---- | ---- | ---- |
| человек | 100  | 189  | 199  | 217  | 237  | 265  | 158  | 80   | 77   |